# Kernel panic

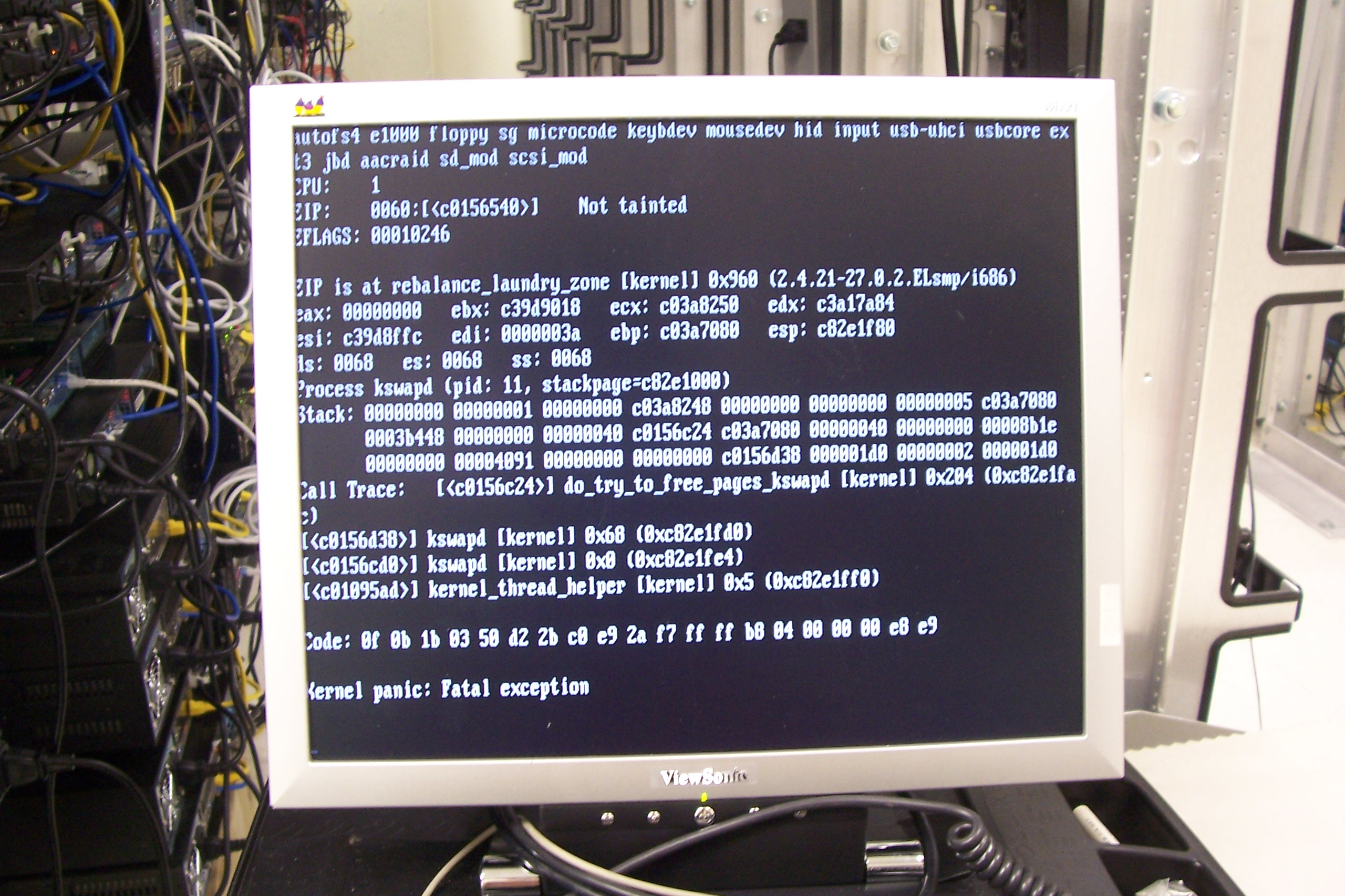
Kernel panic på Linux.

En kernel panic är en systemkrasch i unixliknande operativsystem där kärnan har upptäckt ett inre systemfel som är så allvarligt att det väljer att stoppa systemet. Ett felmeddelande i form av en datadump visas på systemkonsolen (skärmen). Detta för att systemet åtminstone försöker ge så mycket information som möjligt om vad och varför ett systemfel har skett innan det helt stannar. 
Konceptet Kernel Panic introducerades i en tidig version av Unix och visar en av de större skillnaderna i design mellan Unix och dess föregångare Multics.